# Ганна (Північна Дакота)
Ганна (англ. Hannah) — місто (англ. city) в США, в окрузі Кавальєр штату Північна Дакота. Населення — 8 осіб (2020).

## Географія
Ганна розташована за координатами 48°58′23″ пн. ш. 98°41′25″ зх. д. / 48.97306° пн. ш. 98.69028° зх. д. (48.972998, -98.690354).  За даними Бюро перепису населення США в 2010 році місто мало площу 0,48 км², уся площа — суходіл.

## Демографія
Згідно з переписом 2010 року, у місті мешкало 15 осіб у 7 домогосподарствах у складі 2 родин. Густота населення становила 31 особа/км².  Було 14 помешкання (29/км²).
Расовий склад населення:
| - 100,0 % — білих |

До двох чи більше рас належало 0,0 %. Частка іспаномовних становила 0,0 % від усіх жителів.
За віковим діапазоном населення розподілялося таким чином: 33,3 % — особи молодші 18 років, 46,7 % — особи у віці 18—64 років, 20,0 % — особи у віці 65 років та старші. Медіана віку мешканця становила 29,5 року. На 100 осіб жіночої статі у місті припадало 114,3 чоловіків;  на 100 жінок у віці від 18 років та старших — 150,0 чоловіків також старших 18 років.
За межею бідності перебувало 30,0 % осіб, у тому числі 0,0 % дітей у віці до 18 років та 100,0 % осіб у віці 65 років та старших.
Цивільне працевлаштоване населення становило 6 осіб. Основні галузі зайнятості: сільське господарство, лісництво, риболовля — 83,3 %.